# Glomus flavisporum
Glomus flavisporum är en svampart som först beskrevs av M. Lange & E.M. Lund, och fick sitt nu gällande namn av Trappe & Gerd. 1974. Glomus flavisporum ingår i släktet Glomus och familjen Glomeraceae.   Inga underarter finns listade i Catalogue of Life.